# Ochotona cansus
Espèce
Statut de conservation UICN

 LC  : Préoccupation mineure
Ochotona cansus est une espèce de pika de la famille des Ochotonidae. C'est un petit mammifère lagomorphe nommé en français pika du Kansu (ou pika de Kan-Sou ou de Gansu) ou bien lièvre criard de Kansu (ou lièvre criard de Kan-Sou).

## Liste des sous-espèces
Selon Mammal Species of the World (version 3, 2005)  (20 juin 2010) :
- sous-espèce Ochotona cansus cansus
- sous-espèce Ochotona cansus morosa
- sous-espèce Ochotona cansus sorella
- sous-espèce Ochotona cansus stevensi

Selon NCBI (20 juin 2010) :
- sous-espèce Ochotona cansus cansus
- sous-espèce Ochotona cansus morosa
- sous-espèce Ochotona cansus stevensi